# Extraktion nach Twisselmann

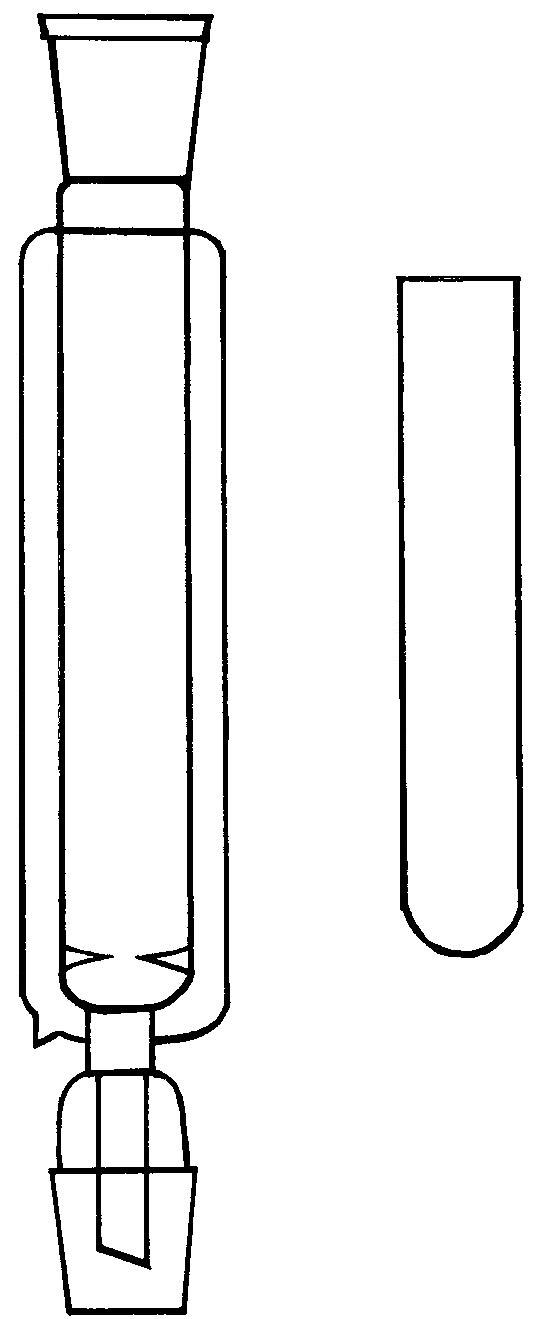
Extraktor nach Twisselmann,
rechts: Extraktionshülse

Die Extraktion nach Twisselmann (D.R.P. 519371) ist eine kontinuierliche Heißextraktion und damit ein chemisch-thermisches Trennverfahren. 

## Eigenschaften
Die Extraktion nach Twisselmann ähnelt der Soxhlet-Extraktion, führt aber zu einer schnelleren Extraktion und einer stärkeren Extraktion von Störstoffen. Wie alle Extraktionen dient sie der Trennung zweier Stoffe oder Stoffgruppen, die in einem – oftmals pflanzlichen – Produkt enthalten sind. Oftmals geht es um die Trennung einer Fett- oder Ölphase von Ballaststoffen wie Fasern, Zellwand oder Holzanteilen. Diese Phase wird durch ein erhitztes Lösungsmittel kontinuierlich aus der Probe herausgelöst.
Mit wachsender Bedeutung von Verbundwerkstoffen, die auf Kunststoffen, verstärkt mit natürlichen Rohstoffen, beruhen, werden Extraktionen wie die nach Twisselmann aber auch immer bedeutsamer in der Qualitätssicherung der Serienfertigung. Zum Beispiel kann dabei durch Extraktion der Volumenanteil der natürlichen Verstärkungsfasern in einer Kunststoffmatrix bestimmt werden.
Das Funktionsprinzip ist demjenigen nach Soxhlet sehr ähnlich. Aber im Gegensatz zu anderen Extraktionen wie beispielsweise derjenigen nach Franz von Soxhlet ist die Temperatur im Twisselmann-Extraktor auf der Höhe der Probe sehr hoch (nahe am Siedepunkt des Lösungsmittels). Dies verspricht eine erhöhte Löslichkeit der zu extrahierenden Phase und damit eine verkürzte Extraktionszeit. Diese erhöhte Extraktionstemperatur ergibt sich aus der Tatsache, dass sowohl das kondensierte, abfließende Lösungsmittel als auch der aufsteigende, heiße Lösungsmitteldampf, ähnlich wie in einer Destillationskolonne, durch denselben Extraktionskolben strömen. Dadurch entsteht eine Gemischtemperatur, die höher liegt, als diejenige des kondensierten Lösungsmittels. Die Extraktion nach Knöfler-Böhm funktioniert nach dem gleichen Prinzip.
Der Extraktionsaufsatz nach Twisselmann ist folgendermaßen aufgebaut: 
Der eigentliche Extraktionskolben ist zur besseren Isolation in einen Vakuummantel eingelassen. Kleine Distanzhalter am unteren Ende des Kolbens halten die Cellulose-Extraktionshülse etwas über dem unteren Abfluss. Damit kann der Lösungsmitteldampf sowohl durch die Hülse durch- als auch an der Hülse vorbeiströmen. Oben befindet sich ein Schliff für den Rückflusskühler-Aufsatz, unten einer, um den Rundkolben anzuschließen.
Das verwendete Lösungsmittel ist abhängig von den jeweils zu extrahierenden Stoffen.

## Geschichte
Die Extraktionsmethode wurde 1923 von H. Twisselmann veröffentlicht.